# گوردون مایکل وولوت
گوردون مایکل وولوت (انگلیسی: Gordon Michael Woolvett؛ زادهٔ ۱۲ ژوئن ۱۹۷۰) یک هنرپیشه اهل کانادا است.
از فیلم‌ها یا برنامه‌های تلویزیونی که وی در آن نقش داشته است می‌توان به بی‌ادبی اشاره کرد.